# Hilário da Cruz Massinga
Hilário da Cruz Massinga OFM (ur. 25 czerwca 1958 w Banze) – mozambicki duchowny rzymskokatolicki, w latach 2003–2008 biskup Lichinga, w latach 2008–2023 biskup Quelimane, od 2023 biskup pomocniczy Inhambane.

## Życiorys
Święcenia kapłańskie przyjął 9 stycznia 1994 w zakonie franciszkanów. Pracował jako wykładowca zakonnego seminarium w Chimoio, był także proboszczem katedry w tymże mieście oraz przełożonym mozambickiej kustodii zakonu.
5 kwietnia 2003 papież Jan Paweł II mianował go biskupem Lichinga. Sakry biskupiej udzielił mu 15 czerwca tegoż roku jego poprzednik, bp Luís Gonzaga Ferreira da Silva. Uroczyste objęcie urzędu miało miejsce 29 czerwca 2003.
25 stycznia 2008 został prekonizowany biskupem Quelimane. Ingres odbył się 30 marca 2008.
W latach 2015–2018 pełnił funkcję wiceprzewodniczącego mozambickiej Konferencji Episkopatu.
11 sierpnia 2023 papież Franciszek przeniósł go na urząd biskupa pomocniczego diecezji Inhambane ze stolicą tytularną Chullu.